# Marko Bulat
Marko Bulat, né le 26 septembre 2001 à Šibenik en Croatie, est un footballeur croate qui évolue au poste de milieu défensif au Raków Częstochowa.

## Biographie

### En club
Né à Šibenik en Croatie, Marko Bulat est formé par le club de sa ville natale, le HNK Šibenik. Il fait ses débuts en professionnel le 27 septembre 2017, à l'occasion d'un match de championnat face au NK Varaždin. Il est titularisé ce jour-là et les deux équipes se neutralisent (0-0).
Le 26 juin 2020, Bulat prolonge son contrat avec le HNK Šibenik jusqu'en 2022.
Le 11 février 2021, Marko Bulat s'engage avec le Dinamo Zagreb, mais il est laissé jusqu'à la fin de saison à son club formateur.
Le 2 juillet 2024, Marko Bulat rejoint la Belgique et le club du Standard de Liège sous la forme d'un prêt d'une saison avec option d'achat,. Titulaire dès le premier match du championnat de Belgique, il inscrit son premier but sous ses nouvelles couleurs le 4 août lors de la 2e journée de cette compétition contre le Club Bruges (1-0). Étant initialement utilisé comme titulaire indiscutable durant le début de saison par son coach et compatriote Ivan Leko, son rendement n'est pas suffisant et il est relégué au rang de remplaçant.

### En sélection
Depuis 2018, il représente l'équipe de Croatie des moins de 19 ans.
Marko Bulat joue son premier match avec l'équipe de Croatie espoirs le 12 octobre 2021 contre l'Azerbaïdjan. Il entre en jeu à la place de Jurica Pršir et délivre une passe décisive pour Josip Šutalo, participant ainsi à la victoire de son équipe (1-5 score final).

## Vie personnelle
Marko Bulat est issu d'une famille de footballeurs. Son père Josip Bulat (en) a notamment joué pour la sélection croate, et son oncle Ivan Bulat (en) a lui aussi été professionnel,.

## Palmarès
Dinamo Zagreb
- Champion de Croatie en 2022.